# Rolf Wolfshohl
Rolf Wolfshohl (nascido a 27 de dezembro de 1938 em Colónia) é um ciclista retirado alemão, profissional entre 1960 e 1976.
Participou em provas tanto de rota como de ciclocross. Como amador, foi campeão da Alemanha em estrada em 1956, e campeão e subcampeão do mundo em ciclocross em 1959 e 1958, respectivamente. Já como profissional, foi 3 vezes campeão do mundo de ciclocross e 13 vezes campeão de seu país.
Demonstrou suas qualidades em provas de um dia (foi segundo da Liège-Bastogne-Liège e da Milão-Sanremo, além de triunfos de etapas em diversas provas de entidade), em provas por etapas de curta duração (ganhou a Paris-Nice) como em Grandes Voltas (ganhou a Volta a Espanha de 1965 e foi 6.º no Tour de France de 1968).

## Palmarés

### Estrada
| - 1959 - Tour de Limburgo - 1962 - Grande Prêmio da Bicicleta Eibarresa, mais 2 etapas - Tour de l'Aude - 1 etapa do Critério do Dauphiné - 1963 - 2.º no Campeonato da Alemanha em Estrada - 1 etapa da Paris-Nice - 1965 - Volta a Espanha | - 1966 - 1 etapa dos Quatro Dias de Dunquerque - 1967 - 1 etapa do Tour de France - 1 etapa da Volta a Espanha - 1968 - Campeão da Alemanha - Paris-Nice - 1970 - 1 etapa do Tour de France |

### Ciclocross
| - 1957 - 2.º no Campeonato da Alemanha de Ciclocross - 1958 - Campeão da Alemanha de Ciclocross - 3.º no Campeonato Mundial de Ciclocross - 1959 - 2.º no Campeonato Mundial de Ciclocross - Campeão da Alemanha de Ciclocross - 1960 - Campeonato Mundial de Ciclocross - Campeão da Alemanha de Ciclocross - 1961 - Campeonato Mundial de Ciclocross - Campeão da Alemanha de Ciclocross - 1962 - Campeão da Alemanha de Ciclocross - 1963 - Campeonato Mundial de Ciclocross - Campeão da Alemanha de Ciclocross - 1965 - 2.º no Campeonato Mundial de Ciclocross - Campeão da Alemanha de Ciclocross | - 1966 - 3.º no Campeonato Mundial de Ciclocross - Campeão da Alemanha de Ciclocross - 1967 - 2.º no Campeonato Mundial de Ciclocross - Campeão da Alemanha de Ciclocross - 1968 - Campeão da Alemanha de Ciclocross - 1969 - 2.º no Campeonato Mundial de Ciclocross - Campeão da Alemanha de Ciclocross - 1970 - 3.º no Campeonato Mundial de Ciclocross - Campeão da Alemanha de Ciclocross - 1972 - 2.º no Campeonato Mundial de Ciclocross - Campeão da Alemanha de Ciclocross - 1973 - 3.º no Campeonato Mundial de Ciclocross - Campeão da Alemanha de Ciclocross |

## Resultados em Grandes Voltas
| Corrida         | 1960 | 1961 | 1962 | 1963 | 1964 | 1965 | 1966 | 1967 | 1968 | 1969 | 1970 | 1971 | 1972 | 1973 | 1974 |
| --------------- | ---- | ---- | ---- | ---- | ---- | ---- | ---- | ---- | ---- | ---- | ---- | ---- | ---- | ---- | ---- |
| Giro d'Italia   | -    | -    | -    | -    | -    | -    | -    | -    | -    | -    | -    | -    | -    | -    | -    |
| Tour de France  | -    | -    | 15.º | Ab.  | -    | Ab.  | 39.º | 31.º | 6.º  | -    | 37.º | 71.º | 24.º | -    | -    |
| Volta a Espanha | -    | -    | -    | -    | -    | 1.º  | -    | 15.º | -    | 6.º  | Ab.  | 20.º | -    | -    | -    |

## Trajectória

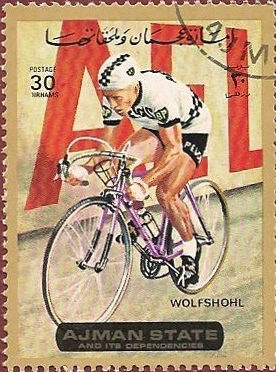

- Rapha-Gitane-Dunlop (1960)
- Peugeot-BP-Dunlop (1961)
- Gitane-Leroux (1962)
- Peugeot-BP (1963-1964)
- Mercier-BP (1965-1966)
- Bic (1967-1969)
- Fagor-Mercier (1970-1971)
- Rokado (1972)
- Tem-Ro (1973-1974)
- Rowona (1975-1976)

## Reconhecimentos
- Foi designado como um dos ciclistas mais destacados da história ao ser eleito no ano 2002 para fazer parte da Sessão Inaugural do Cycling Hall of Fame da UCI.[2]